# 法语
法語（發音：[fʁɑ̃sɛ] ⓘ），屬於印歐語系羅曼語族的高盧-羅曼語支。法語和所有羅曼語族語言一樣，都是從羅馬帝國的拉丁語衍生的，法語從高盧地區（特別是北高盧）的拉丁語口語所演進而來。法語是除英語之外最多國家使用的官方語言、聯合國工作語言之一，也是聯合國、歐盟、北約、奧運會、世貿和國際紅十字會等眾多國際組織的官方語言及正式行政語言，其影響力僅次於英語。由於法國和比利時建立的殖民帝國將法語引入美洲、非洲及亞洲等地區，非洲法語成為大部份國家的第二語言，特別是加蓬、阿尔及利亚、摩洛哥、突尼西亞、毛里求斯、塞内加尔及科特迪瓦等國。
現時全世界有1億人將法語作為母語，另有2.8億人使用法語（包括把它作為第二語言的人），這些數字目前仍在增長中，尤其是在非洲大陸。現今法國法語（français métropolitain）和魁北克法語（québécois）是世界上最主要的兩大法語分支，兩者在發音與口語詞彙上有所區别，但書面形式則一致。

## 歷史
4世纪，羅馬帝國统治法國，拉丁語開始在法國流行。至5世纪，拉丁語已經廣泛取代了原先通行於法國的高盧語。在高盧境内，隨着羅馬移民的增加，高盧與之使用的通用拉丁語融合形成通俗拉丁語。西羅馬帝國滅亡後，說日耳曼語的法蘭克人在高盧建立王國，這時他們的通俗拉丁語受到日耳曼語的影響，除了部分日耳曼詞彙進入，在發音方面也造成顯著的影響，故現今法語與其他羅曼語言在聲韻上有明顯的差異。
6世紀之後通俗拉丁語變化急劇，到了8世紀後高盧地區的居民已經不能理解拉丁語，傳教士改用當地語言傳教。現存最早的法語文獻是842年的斯特拉斯堡誓言（les serments de Strasbourg）。
14世紀後進入中古法語時期，法語丟棄了古法語的格變化，詞尾的子音也脫落，口語已經無法辨別動詞的人稱，變成 Non-pro-drop 語言，不能省略主詞。但在拼寫方面保留了無聲的子音，並依據語源再加上一些無聲的子音，例如「腳」在古法語中是pié，中古法語時期改寫成pied，加上了一個其拉丁語源頭詞（pedem）裡面才有的d。
1539年，法國國王弗朗索瓦一世頒布的维莱科特雷法令正式規定法語取代拉丁語、方言和其它地方性語言，成为法律和行政上的官方語言。
1635年，黎塞留公爵（Cardinal de Richelieu）成立法兰西学术院，規範書面法語與文法。

## 影響與國際地位
1066年征服者威廉把法語帶到了英格蘭，讓英語產生了劇烈的改變。法語在當時是英格蘭王室使用的語言，所以英語裡的法語措詞往往聽起來比較高級。法國在路易十四之後發展成歐洲的強權，18世紀歐洲各國貴族也欣賞法國貴族的生活方式，法語變成歐洲各國的宮廷語言。直至當代的歐洲，法語是外交場合與上流社會的通用語（lingua franca）。
法語很早就有規範的形式，16世紀開始便取代拉丁語作為歐洲的通用語，也是國際外交及學術語言（例如《辛丑和約》就規定以法文版為準）。直到第二次世界大戰後，歐洲衰弱、美國崛起，英語逐漸取代了法語的國際地位。二十世紀以後，受到美國流行文化與網際網路的影響，不少英語詞彙被借進法語。
法語現在還維持第二大強勢語言的地位，是眾多國際組織的官方語言，例如它是聯合國六大官方語言之一，是主要的兩大工作語言之一。法語也是國際奧林匹克委員會的官方語言之一，在奧會體系運動賽事的典禮上會先說法語，其次英語，再來是主辦國語言。國際民航組織的護照標準也規定護照的資料頁必須至少是雙語，英國、澳洲護照內印有英語及法語，美國護照則使用英語、法語和西班牙語，此外歐盟的護照也都可以找到法語。
當今法語在美洲與亞洲的影響力已逐漸式微。在北美說法語的人口比率呈現下降趨勢，在亞洲的前法國殖民地近年改以英語為主要學習的外語。不過，法語在非洲仍是教育及商業的主要語言，隨著撒哈拉以南非洲人口的持續成長與發展，法語的影響力被認為還會再增加。

## 法语方言
法語在法國和世界其他地區有多種變體（方言）。法國人一般使用以巴黎的法語為標準的“本土法語”，法語方言是以此為基礎發展的，與為方言連續體的德語方言不同，差異較小。法國南部人亦使用受奧克語影響的所謂的“南部法語”（Français méridional）。歐洲的法語變體有比利時法語、瑞士法語和義大利瓦萊達奧斯塔地區的奧斯塔法語（Francophonie en Vallée d'Aoste）。在加拿大，法語與英語同為官方語言，法語方言主要有魁北克法語和阿卡迪亞法語。在黎巴嫩，法語直到1941年為止是官方語言之一，當地的法語方言為黎巴嫩法語。其他地區亦有法語的方言。法国其它地区之语言则不属於法语方言，如西方布列塔尼半岛之布列塔尼语属凯尔特语族，北方弗拉芒语则属日尔曼语族，两者與法语所属之罗曼语族语言皆有根本结构上之差异。法語衍生的克里奧爾語也被認為是不同的語言。

## 地理分布

法语是唯一的官方语言（13个国家）
法语是多个官方语言之一（16个国家）

### 第一语言或共同第一語言

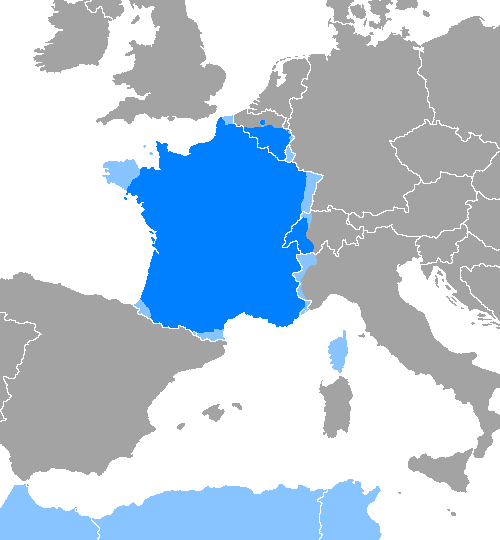
法语在歐洲的地理分布

- 法國 ：6500萬人使用，分佈於本土、新喀里多尼亚、留尼汪、瓜德洛普、马提尼克、法属圭亚那和圣皮埃尔和密克隆，是該國的唯一官方語言。
- 加拿大（加拿大法语）：2021年时，有806万人左右使用法语作为第一语言，其中707万人分布在魁北克省，法语也是该省唯一官方语言。同时法语也是新不伦瑞克省的官方语言之一，有30%的新不伦瑞克人（23万人左右）使用法语作为第一语言。[4]
- 比利時（比利时法语）：630萬人使用，主要分佈在比利時南部的瓦隆大区與雙語首都布魯塞爾；多數比利時法語人口的母語為瓦隆語，係奥依语之下與法語並列的語言；法語與荷蘭語、德語同為王國的官方語言。
- 瑞士（瑞士法語）：約200萬人使用，主要分佈在瑞士西部的羅曼地。法语是四个州的唯一官方语言（沃州、汝拉州、日内瓦州和纳沙泰尔州），也是瓦莱州和弗里堡州的共同官方语言。法語和德語、意大利語、羅曼什語同為聯邦官方語言。
- 卢森堡 ：約60萬人使用；日常生活也常使用盧森堡語，正式語文更常用法語；法語與盧森堡語、德語同為大公國的官方語言。
- 摩納哥 ：近4萬人使用；法語為公國的唯一官方語言。

### 官方语言及学校唯一使用的授課语言
- 科摩罗
- 刚果共和国
- 法属波利尼西亚
- 加彭
- 马里

### 官方语言或官方语言之一但不及当地语常用
- 海地
- 贝宁
- 科特迪瓦
- 布基纳法索
- 布隆迪
- 喀麦隆
- 中非共和国
- 乍得
- 赤道几内亚
- 几内亚
- 马达加斯加
- 尼日尔
- 卢旺达
- 塞内加尔
- 塞舌尔
- 多哥
- 瓦努阿图
- 刚果民主共和国
- 加拿大
- 吉布提

### 主要第二语言但非官方
- 阿尔及利亚
- 黎巴嫩
- 毛里求斯
- 毛里塔尼亞
- 摩洛哥
- 突尼西亞

### 其它
在美国（路易斯安娜、緬因，參見美國的法語）、越南、老撾、柬埔寨、印度本地治里、意大利的瓦莱达奥斯塔、等國家和地區也有一些法语使用者。

## 书写系统
法语采用拉丁字母书写，并使用变音符号和连字来区分发音、区分词汇和反映历史拼写。

### 字母
法语字母表包含26个拉丁字母。带有附加符号的字母和连字通常不算在字母表内。
| A | a | (À | à) | (Â | â) | (Æ | æ) | B | b | C | c | (Ç | ç) | D | d | E  | e  | (É | é) | (È | è) | (Ê | ê) | (Ë | ë) | F | f | G | g | H | h |
| I | i | (Î | î) | (Ï | ï) | J  | j  | K | k | L | l | M  | m  | N | n | O  | o  | (Ô | ô) | (Œ | œ) | P  | p  | Q  | q  | R | r | S | s | T | t |
| U | u | (Û | û) | (Ù | ù) | (Ü | ü) | V | v | W | w | X  | x  | Y | y | (Ÿ | ÿ) | Z  | z  |    |    |    |    |    |    |   |   |   |   |   |   |

### 变音符号
法语主要使用5个变音符号：
- 闭音符只用在字母e上，表示这个字母发/e/音，如 /ekɔl/「学校」。
- 开音符用在字母e、a、u上。用在e上方时，表示这个字母发/ɛ/音，如 /pɛʁ/。用在a和u上时不改变字母的读音，只用来区分同音异义词，如""(或者)和""(哪裡)、(阴性定冠词)和“"(这里)。
- 长音符可以放在a、e、i、o、u上。用在e上方时，表示这个字母发/ɛː/音；用在o上方时，表示这个字母发/o/音。用在其他字母上时，通常是用来区分同音异形词，如sur「在……之上」和sûr「确定的」。它常用来表示元音字母後面曾經有一個被刪去的字母，如源于古法語（拉丁语单词)，中间的已經隨著語音流變而消失了。
- 分音符可以和多个元音字母组合，表示这个元音字母不跟前面的元音字母构成一个字母组合，而分别发音。例如，「天真的」中，因为i添加了分音符，所以不按照字母组合ai的读音读作/nɛf/，而是读作/na.if/（“.”在国际音标上表示音节的划分），二个字母分别发音。
- 软音符只用于字母c下面。c在a、o、u前通常发/k/音，而在e、i前发/s/音。c加上软音符表示在a、o、u前也发/s/音，如français「法国的，法国人」。

关于大写的元音字母上是否需要变音符号，不同的地區的习惯和指引略有不同：法蘭西學術院主張大寫字母上方的變音符號不應該省略，但是魁北克法語辦公室則允許在某些情況下省略大寫字母上方的變音符號。

## 发音

### 元音

法語母音

法语是一门元音丰富的语言，主要特点有拥有多个前圆唇元音的音位和鼻化元音。
|        | 前     | 前 | 央  | 后  |
| 不圆唇 | 圆唇   |    | 央  | 后  |
| ------ | ------ | -- | --- | --- |
| 闭     | i      | y  |     | u   |
| 半闭   | e      | ø  | (ə) | o   |
| 半开   | ɛ/(ɛː) | œ  | (ə) | ɔ   |
| 开     | a      |    |     | (ɑ) |

|        | 前   | 前  | 后 |
| 不圆唇 | 圆唇 |     | 后 |
| ------ | ---- | --- | -- |
| 半开   | ɛ̃    | (œ̃) | ɔ̃  |
| 开     |      |     | ɑ̃  |

注：长元音的/ɑ/和/ɛː/在巴黎口音和南方口音已经消失，全部变成短音，但是北方口音仍然有保留这两个长元音：如 [tɑːʃ]， [pɑː]， [fɛːt]。但是对于[ə]是否为法语中的一个音素还不肯定。

### 辅音
|           |           | 唇/唇齿 | 齿/齿龈 | 龈后/硬颚 | 龈后/硬颚 | 软颚/小舌 |
| --------- | --------- | ------- | ------- | --------- | --------- | --------- |
| 鼻音      | 鼻音      | m       | n       | ɲ         | ɲ         | ŋ         |
| 塞音      | 清        | p       | t       |           |           | k         |
| 塞音      | 浊        | b       | d       |           |           | ɡ         |
| 擦音      | 清        | f       | s       | ʃ         | ʃ         | ʁ         |
| 擦音      | 浊        | v       | z       | ʒ         | ʒ         | ʁ         |
| 近音/边音 | 近音/边音 |         | l       | j         | ɥ         | w         |

- 塞音：/p~b/、/k~ɡ/、/t~d/

说現代標準漢語的人对这三组音比较难以掌握。难点在于区分每一组裡面左右两个音左边为清辅音，右边为浊辅音。原因在于現代標準漢語不存在不送氣清/浊辅音（不送氣全清/不送氣全濁）的区别，而只有送气與否的区别。即使学过英语，也可能没有注意，因为英语裡的清塞音/p, t, k/一般情况下需要送气，s后面的清塞音不送气（如spy，sty，sky等等，但並不是浊化），/b, d, ɡ/通常也不浊化。发清辅音的时候，声带不振动；发浊辅音时，声带必须振动。
- 擦音：/s~z/、/f~v/、/ʃ~ʒ/、/ʁ/

[v]音在汉语拼音所采用的字母裡面，只用来拼写一些少数民族译音和外来语。/z/像是四川话“人”字的声母，現代標準漢語裡没有/v/和/z/两个音素，仅在部分方言中出现。
- 硬顎鼻音：/ɲ/

腭音，发音的时候舌面贴上腭，气流同时从口腔和鼻送出。同西班牙語的ñ音，類似「捏」。
- 齿龈边近音：/l/

同漢語拼音l；注音符號ㄌ。
- 小舌顫音：/ʀ/

现代法语里面通常发小舌擦音，各地的发音方式略有不同；少数地区和少数情况下也用小舌颤音。有少数法语区如加拿大的魁北克，部分非洲国家和法国南部少数地区也有仅使用大舌音。小舌即医学上的悬雍垂，大舌即舌。
- 近音：/j/、/w/、/ɥ/

類似漢語拼音i、u、ü；注音符號ㄧ、ㄨ、ㄩ

### 读音规则
由于歷史上的語音演變和拼写演变的滞后，法语的拼写和实际读音有许多不一致之处。世界上的拼音文字可分为不需要音标拼写的直接拼法、需要音标辅助的间接拼法。世界上上绝大多数表音文字都是属于直接拼法，即是拼写都非常规则不使用音标就可以直接正确地拼读出单词，尽管法语的读音规则非常简单，但法语跟英语一样需要音标辅助拼写单词，法语属于间接拼法，当掌握规律后可以不用音标正确拼出单词，拼写比英语规则，通常在普通的法語字典裡佔一页的篇幅，但是法语单词中不发音的字母特别多，同一个字母或字母组合可以发不同的音，不同的字母或字母组合可以发相同的音，看单词一般可以读出正确的发音，但不一定能根据单词的发音正确拼写出单词，人们举例拼写复杂的言语时通常用法语和英语为例。
但是对于使用中文的學習者來說，需要了解一下这些规则：
- 单词末尾的辅音字母通常是不发音的，除非其后跟的有元音字母或同一个辅音字母（例如“paquet”、“pas”、“las”结尾的“t”和“s”不发音）。但是，这些辅音字母在联诵或者连音中可能发音。
- “n”和“m”在元音字母前面发字母音，而在某些元音字母後面并且后面没有元音字母或者“m”或“n”相连的时候与前面的元音构成鼻化元音。
- 另外，以不发音的辅音字母结尾的法语单词后面紧跟一个元音开头的单词并且与之位于同一个节奏组中的时候会发生联诵，同样情况下如果前面的单词以辅音结尾，则会发生连音。
  - （在上面文字中，请注意辅音、元音与辅音字母、元音字母的区别。）
- 辅音字母“h”在任何时候都不发音，但在作为单词开头时区分为“哑音”和“嘘音”，词典上一般在嘘音单词前加上“*”。哑音和嘘音主要分别为哑音开头的词其读音和写法变化和元音开头的单词一样，而嘘音开头的单词的变化则和辅音开头的单词一样，即不能连读，不能省音等。

## 常用词组
| 中文                              | 法語 | 發音（魁北克口音）     | 發音（法國口音）     |
| --------------------------------- | ---- | ---------------------- | -------------------- |
| 法國人/法語                       |      | [fʁãsɛ(ɛɪ̯z)]ⓘ          | [fʁɒ̃sɛ(z)]ⓘ          |
| 中國人                            |      | [ʃinwaː(z)]            | [ʃinwa(z)]           |
| 新加坡人                          |      | [sẽgapuʁjẽ(ɛn)]        | [sæ̃gapuʁjæ̃(ɛn)]      |
| 臺灣人                            |      | [tajwanɛ(ɛɪ̯z)]         | [tajwanɛ(z)]         |
| 漢語官話/現代標準漢語/普通話/國語 |      | [mãdaʁẽ]               | [mɒ̃daʁæ̃]             |
| 英格蘭人/英語                     |      | [ãɡlɛ]ⓘ                | [ɒ̃ɡlɛ]ⓘ              |
| 是                                |      | [wi, wɛj, wãẽ̯]ⓘ        | [wi]ⓘ                |
| 否                                |      | [nõ]ⓘ                  | [nõ]ⓘ                |
| 你好！                            |      | [bõʒuːʁ]               | [bõʒuːʁ]ⓘ            |
| 晚上好！                          |      | [bõswɑːʁ]              | [bõswaːʁ]ⓘ           |
| 晚安！                            |      | [bɔn nɥi]              | [bʌn nɥi]ⓘ           |
| 再見！                            |      | [ɔʁvwɑːʁ]ⓘ             | [o ʁəvwaːʁ]ⓘ         |
| 祝你有美好的一天！                |      | [bʌn ʒʊʁne]ⓘ           | [bʌn ʒʊʁne]ⓘ         |
| 請                                |      | [s‿ɪl vu plɛ]ⓘ         | [s‿il vu plɛ]ⓘ       |
| 謝謝                              |      | [mɛʁsi]                | [mɛʁsi]ⓘ             |
| 不客氣                            |      | [də ʁjẽ]               | [dœ ʁjæ̃]ⓘ            |
| 抱歉/對不起                       |      | [paʁdɒ̃]ⓘ / [dezɔle]ⓘ   | [paʁdõ]ⓘ / [dezole]ⓘ |
| 誰？                              |      | [ki]ⓘ                  | [ki]ⓘ                |
| 什麼？                            |      | [kwa]ⓘ                 | [kwa]ⓘ               |
| 何時？                            |      | [kæ̃]ⓘ                  | [kɒ̃]ⓘ                |
| 哪裡？                            |      | [u]                    | [u]ⓘ                 |
| 為什麼？                          |      | [pʊʁkwa]ⓘ              | [puʁkwa]ⓘ            |
| 你叫什麼名字？                    |      | [kɔmã t͡sy t‿apɛl]      | [kɔmɒ̃ ty t‿apɛl]     |
| 因為                              |      | [paʁs kə]ⓘ             | [paʁsø kø]ⓘ          |
| 也许                              |      | [pœt‿ɑɪ̯tʀ]ⓘ            | [pøt‿ɛtʁ]ⓘ           |
| 如何？                            |      | [kɔmã]                 | [kɔmɒ̃]ⓘ              |
| 多少？                            |      | [kõbjẽ]                | [kõbjæ̃]ⓘ             |
| 我不明白。                        |      | [ʒə nə kõpʁã pɔ]ⓘ      | [ʒø nø kɔ̃pʁɑ̃ pa]ⓘ    |
| 是，我明白。                      |      | [wi ʒə kõpʁã]ⓘ         | [wi ʒø kõpʁɒ̃]ⓘ       |
| 救命！                            |      | [o skuːʁ]ⓘ             | [o søkuːʁ]ⓘ          |
| 廁所在哪裡？                      |      | [u sõ le twalɛt]       | [u sõ le twalɛt]ⓘ    |
| 您會說華語嗎？                    |      | [paʁle vu ʃinwa]       | [paʁle vu ʃinwa]     |
| 您會說英语嗎？                    |      | [ɛs kə vu paʁle ãɡlɛ]ⓘ | [paʁle vu ɑ̃ɡlɛ]ⓘ     |
| 我很好。                          |      | [sa vɔ bjẽ]            | [sa va bjæ̃]          |

## 文法
法語是一種屈折語，意即透過詞尾變化來達到語法功能。法語隸屬於拉丁語演變而成的羅曼語族，名詞、形容詞僅有數量、性別的變化，而動詞仍有相當複雜的時態、語態變化。
关于法語的动词形态变化， 以下举动词 （/ɛːtʁ/）“是”为例：
| 語態 modes                           | 直陳式 indicatif | 直陳式 indicatif       | 直陳式 indicatif        | 直陳式 indicatif        | 條件式 conditionnel | 虛擬式 subjonctif | 虛擬式 subjonctif    | 命令式 impératif |
| 時態 temps                           | 現在式 présent   | 過去的進行式 imparfait | 簡單過去式 passé simple | 簡單未來式 futur simple | 現在式 présent      | 現在式 présent    | 過去進行式 imparfait | 現在式 présent   |
| 1人称单数 je 我                      | suis [sɥi]       | étais [etɛ]            | fus [fy]                | serai [səʁe]            | serais [səʁɛ]       | sois [swɑ]        | fusse [fys]          | -                |
| 2人称单数 tu 你                      | es [ɛ]           | étais [etɛ]            | fus [fy]                | seras [səʁɑ]            | serais [səʁɛ]       | sois [swɑ]        | fusses [fys]         | sois [swɑ]       |
| 3人称单数 il/elle/on 他／她／它      | est [ɛ]          | était [etɛ]            | fut [fy]                | sera [səʁɑ]             | serait [səʁɛ]       | soit [swɑ]        | fût [fy]             | -                |
| 1人称复数 nous 我们                  | sommes [sɔm]     | étions                 | fûmes                   | serons                  | serions             | soyons            | fussions             | soyons           |
| 2人称复数 vous 你们／您              | êtes [ɛːt]       | étiez                  | fûtes                   | serez                   | seriez              | soyez             | fussiez              | soyez            |
| 3人称复数 ils/elles 他们／她们／它们 | sont [sɔ̃]        | étaient                | furent                  | seront                  | seraient            | soient            | fussent              | -                |

### 引用
1. ↑  Nationalencyklopedin "Världens 100 största språk 2007" The World's 100 Largest Languages in 2007
2. ↑  （法文） La Francophonie dans le monde 2006–2007 （页面存档备份，存于） published by the Organisation internationale de la Francophonie. Nathan （页面存档备份，存于）, Paris, 2007.
3. ↑  . BBC. 2019-04-08  [2019-07-20]. （原始内容存档于2021-04-11）.
4. ↑  Heritage, Canadian. . www.canada.ca. 2024-05-30  [2024-10-25]. （原始内容存档于2025-06-25）.
5. ↑  . Académie-française.fr. 法蘭西學術院.   [2017-03-26]. （原始内容存档于2016-03-05）. Il convient cependant d’observer qu’en français, l’accent a pleine valeur orthographique. Son absence ralentit la lecture, fait hésiter sur la prononciation, et peut même induire en erreur. Il en va de même pour le tréma et la cédille.
6. ↑  . OQLF.gouv.qc.ca. 魁北克法語辦公室（法语：Office québécois de la langue française）.   [2017-03-26]. （原始内容存档于2021-04-11）. En revanche, les sigles et les acronymes ne prennent pas d'accent.
7. ↑  . wals.info.   [2022-03-18]. （原始内容存档于2022-05-18）.